# Brighter Day
Pour l’article homonyme, voir A Brighter Day.
Singles de Namie Amuro
Tsuki
(2014) Red Carpet
Brighter Day est une chanson de l'artiste japonaise Namie Amuro. Sortie en single le 12 novembre 2014 par le label de Namie, Dimension Point, via Avex Trax, la sortie contenait les faces B Sweet Kisses et Still Lovin' You. Elle a reçu des critiques mitigées de la part des critiques musicaux ; beaucoup ont salué les capacités vocales de Namie tandis que d'autres ont critiqué la composition et la production de la chanson. Classée en single dans le classement japonais des singles Oricon, elle a atteint la huitième place, devenant son single le plus bas depuis Alarm qui a culminé à la onzième place. La chanson titre a été certifiée platine par la Recording Industry Association of Japan (RIAJ) pour des ventes numériques de 250 000 exemplaires et les trois titres ont été classés dans le Japan Hot 100.

## Contexte et communiqué
Suivant la tendance de Tsuki, Brighter Day et ses trois pistes ont été publiées grâce à des accords commerciaux et des apparitions à la télévision. La société de beauté japonaise Kosée a présenté Still Lovin' You et Sweet Kisses dans une publicité ; c'était le deuxième EP à présenter des chansons pour Kosee, après  Neonlight Lipstick de Tsuki. Brighter Day a été utilisé comme chanson thème du film de Fuji TV First Class. La chanson titre a été décrite comme "s'ouvrant sur un arrangement impressionnant d'instruments à cordes et se transformant en une performance vocale de Namie sur un rythme fort". Le contenu lyrique parle d'aider les êtres chers dans des situations difficiles. 
Brighter Day a été diffusé pour la première fois sur la station de radio japonaise J-Wave le 15 octobre 2013, suivi de Still Lovin' You les 16 et 20 octobre. Bien que sorti le 5 novembre via Chaku-Uta, Namie a confirmé la sortie de Brighter Day sur son site Web et a ensuite été publié physiquement aux formats CD et DVD au Japon et numériquement dans le monde entier le 12 novembre 2014. La version DVD est livrée avec une affiche en édition limitée de la pochette et présente les vidéos de Brighter Day et Sweet Kisses. Le CD contient les trois pistes, ainsi que leurs versions instrumentales.

## Réception
Brighter Day a été classé en single dans les classements des Singles Oricon et a culminé à la huitième place. Présent pendant treize semaines dans le classement, Brighter Day est devenu le single le plus bas du classement d'Amuro depuis son single Alarm de 2004 qui a culminé à la onzième place. Le single s'est vendu à plus de 53 000 exemplaires au Japon. La chanson-titre a été certifiée platine par la Recording Industry Association of Japan (RIAJ) pour avoir dépassé les 250 000 ventes numériques. Brighter Day, Sweet Kisses et Still Lovin' You ont été classés individuellement dans le Japan Hot 100 à la troisième, cinquante-six et quarante-neuf places respectivement.

## Promotion
Le clip teaser de Brighter Day a été diffusé sur la chaîne YouTube de Namie le 4 novembre 2014, la montrant dans une pièce blanche devant une voiture et faisant des gestes des doigts. Le clip teaser de Sweet Kisses a été diffusé le 11 novembre, montrant Namie sur une scène de cirque avec des danseurs en renfort. Les trois morceaux ont été inclus dans sa tournée Namie Amuro Live Style 2014 Tour.

## Liste des titres
| 1. | Brighter Day                    |  |
| 2. | Sweet Kisses                    |  |
| 3. | Still Lovin' You                |  |
| 4. | Brighter Day (Instrumental)     |  |
| 5. | Sweet Kisses (Instrumental)     |  |
| 6. | Still Lovin' You (Instrumental) |  |

| 1. | Brighter Day (Clip vidéo) |  |
| 2. | Sweet Kisses (Clip vidéo) |  |